# Édit no 2 d'Ashoka
L'édit no 2 d'Ashoka est l'un des plus importants édits d'Ashoka. Il mentionne notamment la construction de puits et l'envoi de plantes médicinales pour les humains comme pour les animaux, à travers ses empires et jusqu'à ses voisins, parmi lesquels les rois hellénistiques, au premier rang desquels Antiochos II, cité nommément. Cet édit, en plus de l'édit n° 13 suggère qu'Ashoka avait une très bonne compréhension du monde grec de l'époque et entretenait des relations amicales et étroites avec les différents souverains du monde hellénistique.

## Localisations et chronologie de l'éditno2
L'édit no 2 fait partie des « édits rupestres majeurs d'Ashoka », et apparaît dans plusieurs inscriptions rupestres en combinaison avec d'autres édits (généralement de 1 à 14) et dans un état de préservation plus ou moins bon: au nord-ouest de l'Inde dans l'inscription de Khalsi, et les inscriptions de Girnar et de Shahbazgarhi, et, plus curieusement, sur la côte est de l'Inde, très loin du monde hellénistique, dans les inscriptions de Dhauli et de Jaugada.

### Chronologie
Ces édits rupestres auraient été rédigés, afin de propager le Dharma, à partir de la 12e année du règne d'Ashoka, comme il le mentionne lui-même dans plusieurs inscriptions. Il s'agit des 14 édits rupestres majeurs et des édits mineurs. Ces inscriptions d'Ashoka sont en langues indiennes à l'exception des Edits grecs d'Ashoka, inscrits sur un stèle de calcaire. Ils font suite à la toute première inscription d'Ashoka, rédigée en l'année 10 de son règne, et deux ans seulement après la fin de sa conquête du Kalinga, l'inscription bilingue de Kandahar établie à Chilzina (en), Kandahar, au centre de l'Afghanistan. Cette première inscription fut rédigée en Grec classique et en Araméen exclusivement. Ce n'est qu'ensuite, au cours des 26e et 27e années de son règne, qu'Ashoka inscrivit de nouveaux édits, cette fois-ci sur des colonnes majestueuses, les Piliers d'Ashoka. Il s'agit des Edits sur colonne.

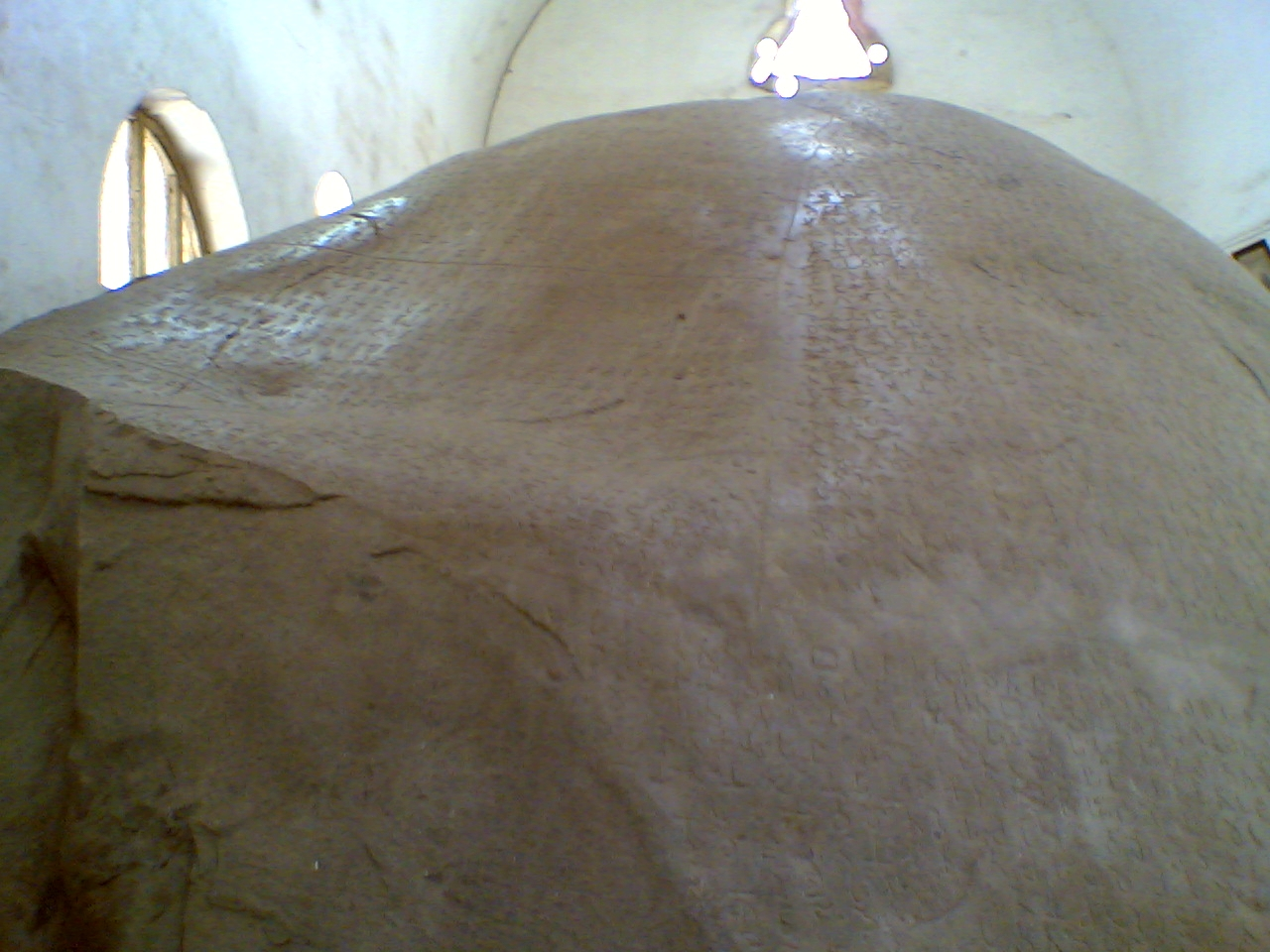
L'édit N°2 est le mieux préservé sur l'inscription de Girnar.
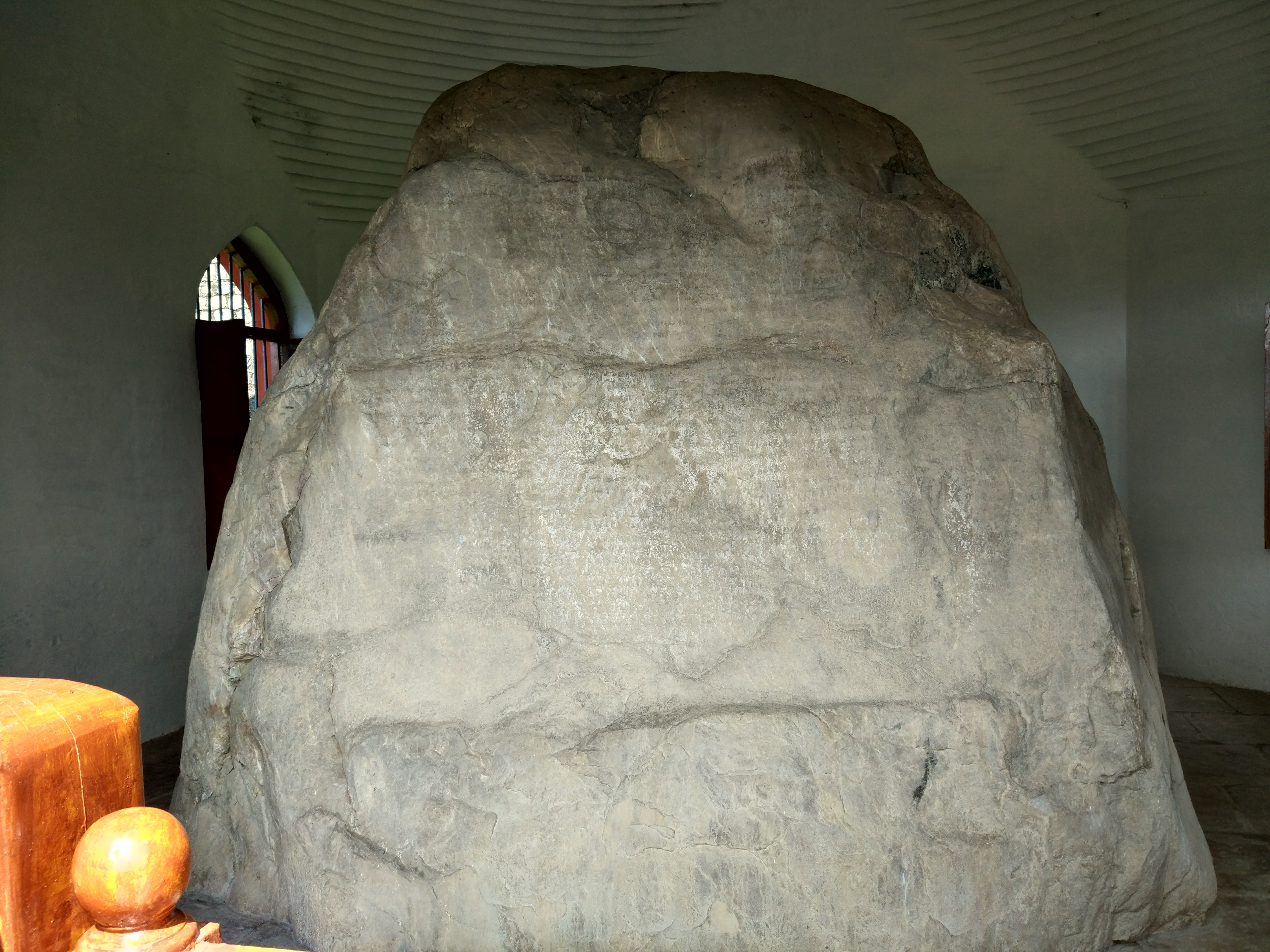
Il apparaît aussi sur l'inscription de Khalsi.
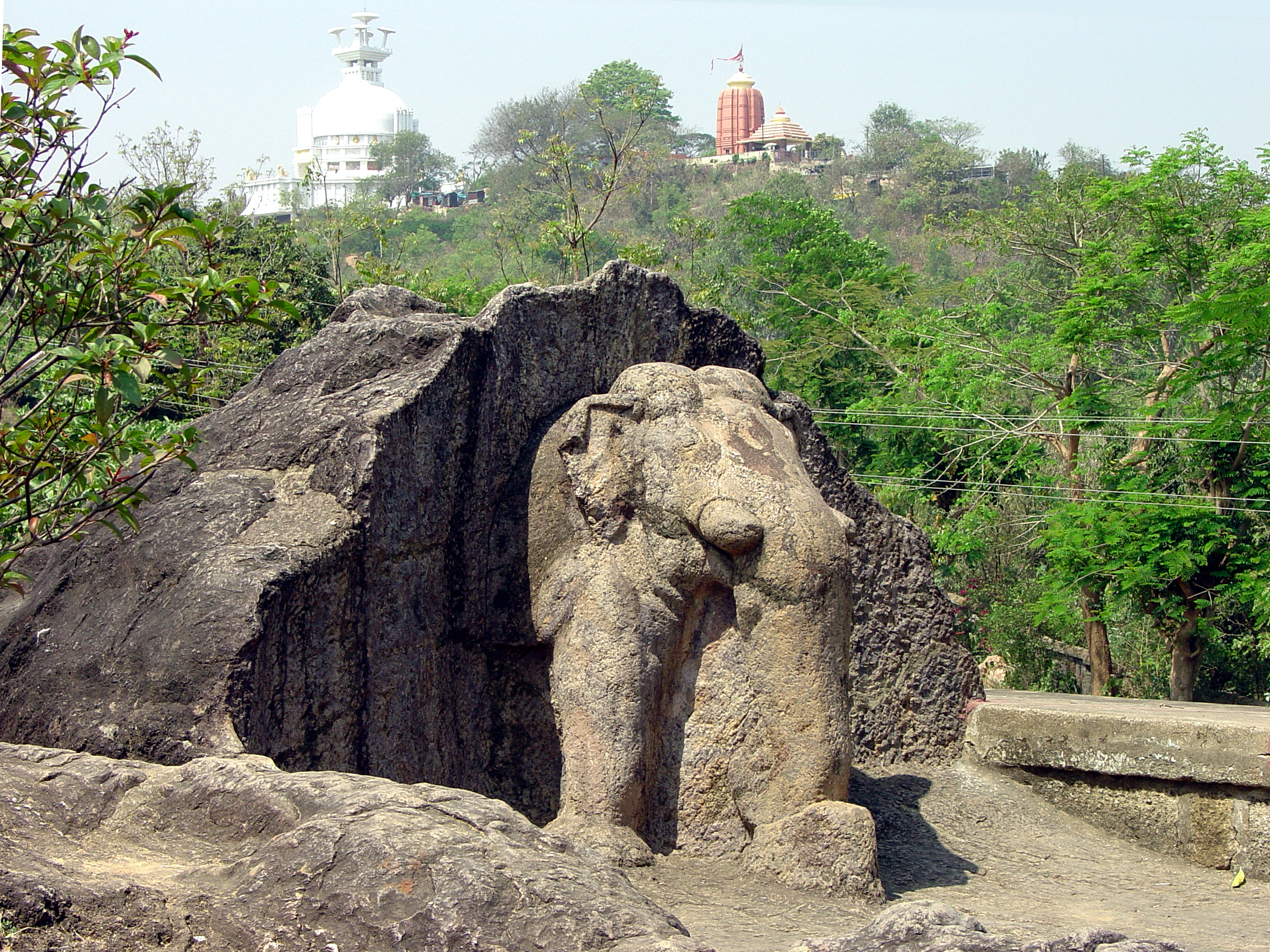
Inscriptions de Dhauli
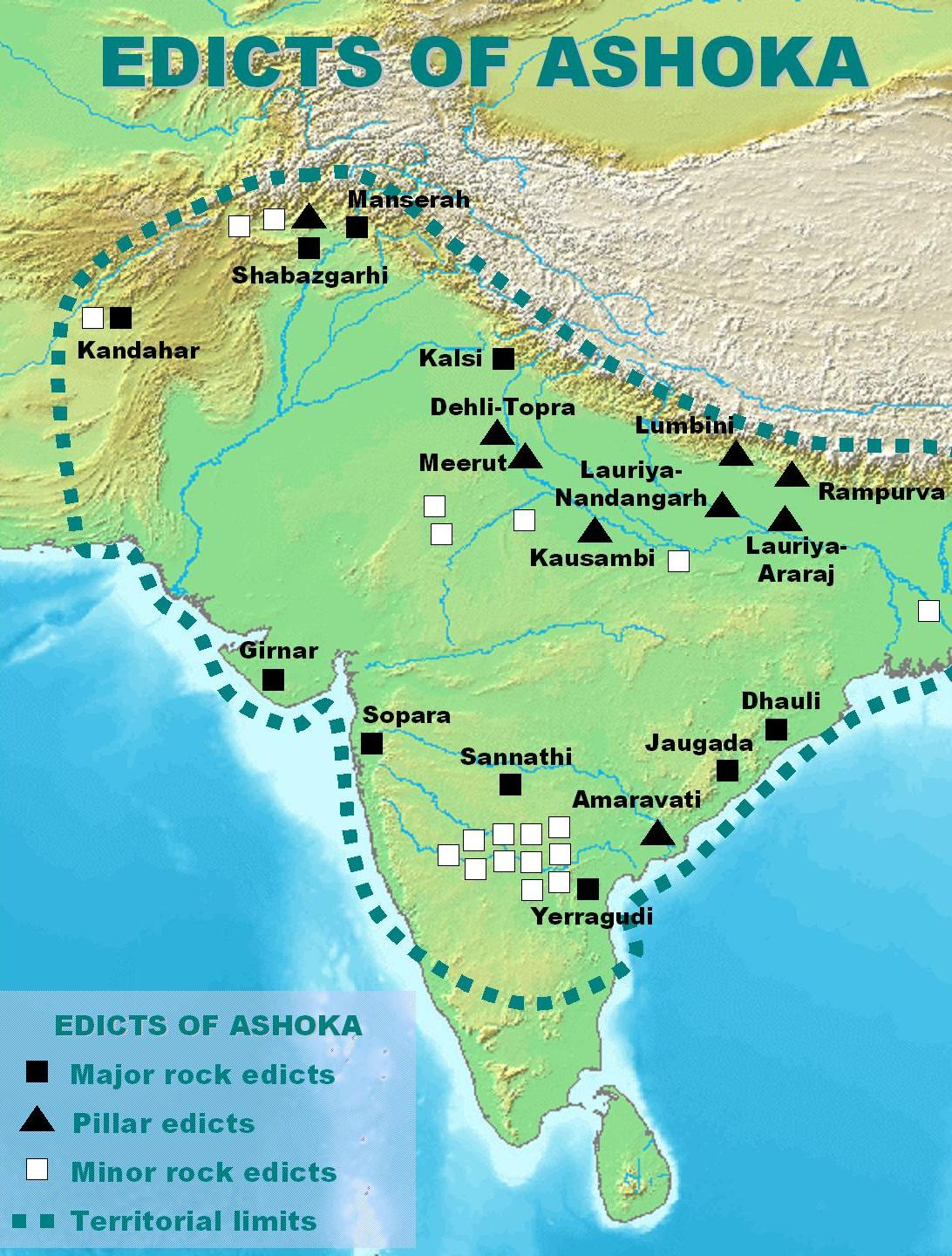
Il apparaît aussi sur la côte est de l'Inde, dans les inscriptions de Dhauli et de Jaugada.

## Texte de l'éditno2
| Traduction en français | Prakrit en script Brahmi (texte original dans l'inscription de Girnar) |
| --- | ---------------------------------------------------------------------- |
| « Partout, dans le territoire du roi Piyadasi (Ashoka) bien-aimé des Dieux, et aussi parmi les peuples qui sont sur ses frontières, tels que les Cholas, les Pandyas (en), le pays de Satiyaputra, de Ketalaputra, jusqu'à Tamraparni, dans le territoire d’Antiochus, le roi des Grecs, et aussi des rois qui l'avoisinent (dans l'Ariana (en)), partout le roi Piyadasi, cher aux Devas, a répandu des remèdes de deux sortes, remèdes pour les hommes, remèdes pour les animaux. Partout où manquaient les plantes utiles, soit aux hommes, soit aux animaux, elles ont été importées et plantées. Partout où il manquaient des racines ou des fruits, ils ont été importés et plantés. Et sur les routes, des puits ont été creusés pour l'usage des animaux et des hommes » — Adapté de: Les Inscriptions De Piyadasi par E. Senart, 1886. Texte dans le domaine public. Corrections modernes: Romilla Thapar, A translation of the Edicts of Ashoka p.255-257 |                                                                        |

Ashoka affirme aussi dans l'édit no 13 d'Ashoka que le Dharma a prévalu chez les rois hellénistiques Antiochos II, Ptolémée II, Antigone II Gonatas, Magas de Cyrène et Alexandre II d'Épire. Étant donné la définition particulièrement morale de Dharma pour Ashoka, il est possible qu'il veuille simplement dire que vertu et piété existent maintenant depuis le bassin méditerranéen jusqu'au sud de l'Inde, plutôt que d'y voir une expansion du Bouddhisme vers l'Ouest, non confirmée historiquement.

## Identification des rois grecs

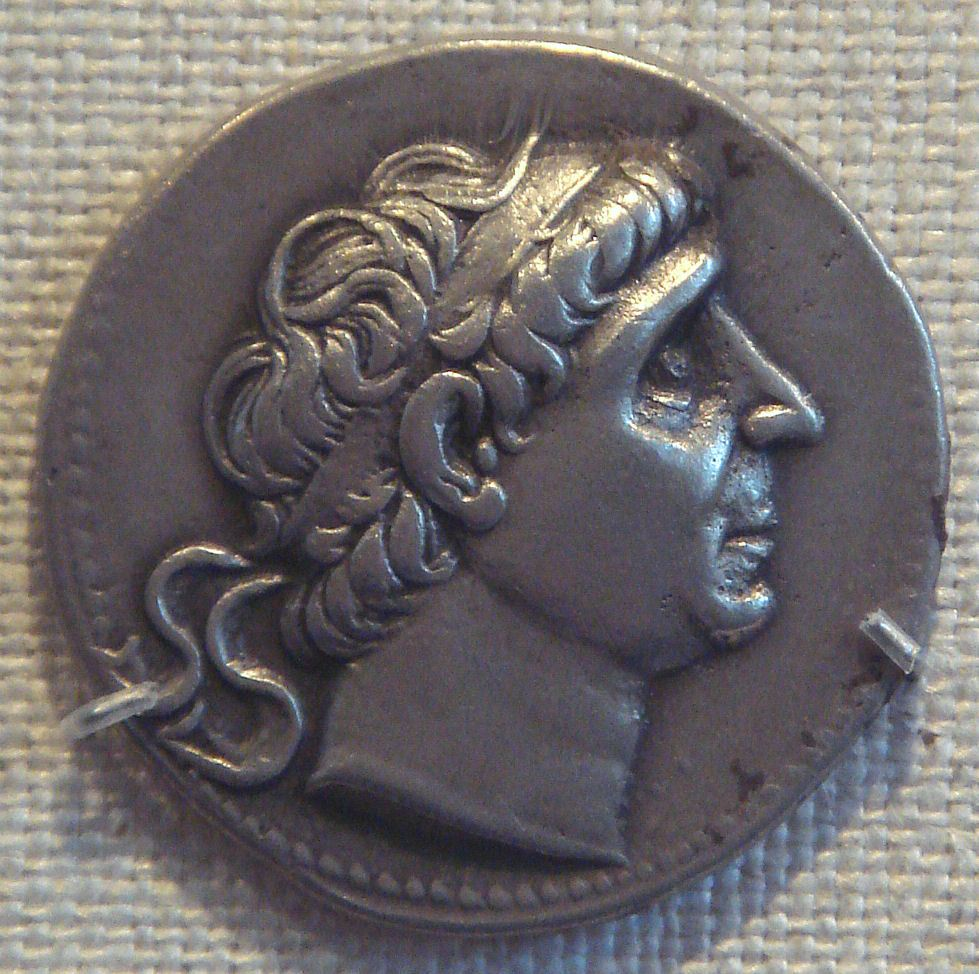
Le roi séleucide Antiochos II (261-246 av.J-C).

Un roi grec est mentionné phonétiquement selon le script Brahmi. Il est qualifié de Yona, Brahmi . Yona (en) est le qualificatif utilisé pour désigner les Grecs en Prakrit, alors que le mot Yavana (en) est le mot Sanskrit correspondant.
La transcription phonétique du roi grec est la suivante: Amtiyoka, pour Antiochos II, ou éventuellement Antiochos Ier son père. Selon le texte, d'autres rois grecs l'avoisinent, et plus précisément dans l'Ariana (Perse) dans certaines versions de l'édit no 2 (inscription de Khalsi en particulier).
Il s'agit de toute évidence des rois décrits nommément dans l'édit no 13 d'Ashoka: Turumaya pour Ptolémée II, Aiiitekina ou Amtikini pour Antigone II Gonatas, Maga pour Magas de Cyrène, et Alikasu(m)dara pour Alexandre II d'Épire. L'identification d'Alexandre avec Alexandre II d'Épire est la seule qui soit incertaine, étant donné le nombre de souverains nommés Alexandre à l'époque (un autre candidat serait Alexandre de Corinthe (en) 252-244 av.J-C par exemple), et l'importance relativement mineure d'Alexandre II d'Épire. Ces rois recouvrent l'essentiel du monde hellénistique de l'époque.
Ces rois sont connus pour avoir eu des relations avec l'Inde. Une communication d'Hégésandre (Athénée, Les Deipnosophistes, XIV, p.652-653) nous informe que le roi Bindusara, père d'Ashoka, avait justement demandé à Antiochos Ier d'envoyer un philosophe grec à sa cour,. Après l'ambassadeur Mégasthène, envoyé par Ptolémée I auprès de Chandragupta Maurya, grand-père d'Ashoka, avaient succédé Déimaque, ambassadeur auprès de son père Bindusara, et Dionysos, envoyé par Ptolémée II Philadelphe auprès d'Ashoka lui-même,.

## Ouvrages
- Paul Bernard, « Aï Khanoum en Afghanistan hier (1964-1978) et aujourd'hui (2001) : un site en péril. Perspectives d'avenir (information) », Comptes-rendus des séances de l'Académie des Inscriptions et Belles-Lettres, vol. 145, no 2,‎ 2001, p. 971-1029 (lire en ligne)
- Guy Lecuyot et Osamu Ishizawa, « Aï Khanoum, ville grecque d’Afghanistan en 3D », Archéologia, no 420,‎ mars 2005, p. 60-71 (résumé)
- Valeri P. Yailenko, « Les maximes delphiques d'Aï Khanoum et la formation de la doctrine du dharma d'Asoka », Dialogues d'histoire ancienne, vol. 16, no 1,‎ 1990, p. 239-256 (lire en ligne)
- Daniel Schlumberger, « De la pensée grecque à la pensée bouddhique », Comptes rendus des séances de l'Académie des Inscriptions et Belles Lettres, vol. 116e année, no 1,‎ 1972, p. 188-199 (lire en ligne)